# Wiadukt kolejowy w Zdrojowisku
Wiadukt kolejowy w Zdrojowisku – wiadukt kolejowy w Polsce w woj. dolnośląskim w Górach Sowich na linii kolejowej nr 286 Kłodzko–Wałbrzych.

## Lokalizacja
Wiadukt kolejowy zbudowano nad Doliną Jugowskiego Potoku i lokalną drogą Nowa Ruda Jugów na 26,5 km linii kolejowej nr 286 relacji Kłodzko – Wałbrzych, na granicy miejscowości Jugów i Zdrojowisko w pow. kłodzkim w woj. dolnośląskim.

## Opis
Jest to wiadukt metalowy o konstrukcji nośnej wieloprzęsłowej, kratownicowy, nitowany, z jezdnią górną, dwutorowy, z nawierzchnią torową wspartą na mostownicach. Posadowiony jest na trzech kamiennych pylonach z prześwitami wyłożonych ciosami z czerwonego piaskowca i skrajnych podporach (przyczółkach). Pylony ustawione są z przesunięciem, a kratownice ułożone są po niewielkim łuku o promieniu ok. 2800 m. Na kamiennych konstrukcjach opartych jest osiem metalowych nitowanych kratownicowych przęseł ułożonych równolegle obok siebie, dla dwóch równoległych torów kolejowych. Cztery przęsła dla toru północnego i cztery przęsła dla toru południowego. Główne dwie pary środkowych kratownic posadowiono na trzech kamiennych pylonach. Za zewnętrznymi końcami głównych środkowych kratownic ułożone są skrajne przęsła, oparte drugim końcem na kamiennych przyczółkach. Cały obiekt liczy 148,4 metra długości i 30 metrów wysokości, przęsła liczą po ok. 35,9 m. Dwa środkowe przęsła toru południowego mają podwieszone dodatkowe, łukowe kratownice. Wiadukt kształtem zbliżony jest do Czarnego Mostu w Nowej Rudzie, a konstrukcją przypomina inne mosty na tej linii – trzy filary i cztery przyczółki, po dwa dla każdego z torów.

## Konstrukcja
Kratownice wiaduktu wykonane są ze stalowych kształtowników profilowanych w większości z ceowników i kątowników. Belki kratowe,(kratownice) ograniczone są od góry pasem górnym, a od dołu pasem dolnym. Belki główne połączono, belkami usztywniającymi (wiatrownicami), czyli tężnikami, połączeniem nitowym. Boki pasów tworzą belki skrajne z podwójnych ceowników, które połączone są między sobą kształtownikami poziomymi. Pas dolny i górny połączone są krzyżulcami – przekątniami ułożonymi ukośnie i słupami ułożonymi pionowo. Na belkach głównych górnego pasa przęsła wykonany jest pomost jezdny. Do belek głównych pomostu górnego przytwierdzone są belki poprzeczne-poprzecznice, na których ułożone są belki podłużne- podłużnice. Na podłużnicach opiera się pokład, część przejazdowa. Pylony i przyczółki zakończone są ciosami pod łożyskowymi, na których ułożone są łożyska, stanowiące punkty podparcia przęseł na pylonach. Pylony i cztery przyczółki – po dwa dla każdego z torów zbudowano z kamienia, i wyłożono okładziną z czerwonego piaskowca. Dla zmniejszenia ciężaru w pylonach wykonano prostokątne otwory o łukowym sklepieniu (jeden większy w dolnej i dwa mniejsze w górnej kondygnacji).

## Historia
Autorem budowy Śląskiej Kolei Górskiej Schlesische Gebirgsbahn był Carl Eduard Kruger. W 1856 r. przeprowadzono pierwsze pomiary terenowe pod budowę końcowego etapu Śląskiej Kolei pomiędzy Wałbrzychem a Kłodzkiem i Międzylesiem. Linia w obecnej formie została wytyczona w 1876 r. i różni się dość znacznie od pierwotnego projektu. Na posiedzeniu sejmu pruskiego z 17 czerwca 1874 r., uchwałą w sprawie rozbudowy państwowej sieci kolejowej przydzielono na budowę ponad 8 milionów talarów. Jesienią podjęto rozporządzenie ministra w sprawie wywłaszczenia gruntów, a Królewska Dyrekcja [Kolei Dolnośląsko-Marchijskiej (niem. Niederschlesisch-Märkische Eisenbahn, NME) otrzymała polecenie przystąpienia do budowy linii. Wykup gruntów, rozpoczęto w 1875 r. i zakończono w 1877 r. Budowę podzielono na pięć odcinków, z biurami budowlanymi w Wałbrzychu, Jedlinie-Zdroju, Bartnicy, Nowej Rudzie oraz w Kłodzku. Roboty rozdzielono pomiędzy sześciu wykonawców. Budowę rozpoczęto od strony Kłodzka. Prace na odcinku Wałbrzych – Nowa Ruda były przedsięwzięciem szczególnie trudnym, gdyż szlak wytrasowano zboczem głównego grzbietu Gór Sowich. Pokonanie głębokich, poprzecznych dolin między Wałbrzychem a Nową Rudą wymagało budowy wielu mniejszych obiektów inżynieryjnych oraz dużych stalowych mostów, wiaduktów i tuneli. Prace ziemne oraz budowa tuneli i mostów miały miejsce w latach 1879–1880. Pierwszy łatwiejszy odcinek z Kłodzka do Nowej Rudy uruchomiono 15 października 1879 r. W 1880 r. po wybudowaniu trzech znacznej długości tuneli i ośmiu wielkich stalowych wiaduktów oraz wielu kładek, przepustów i mostów oddano odcinek z Nowej Rudy do Wałbrzycha. Budowa wiaduktu w Zdrojowisku podlegała dyrekcji w Nowej Rudzie. Prace budowlane i ziemne zlecono miejscowym firmom, a większość robotników stanowili Włosi i Czesi. Kratownice przęseł wiaduktu wykonywano na miejscu budowy, dostarczane elementy metalowe łączono nitami. Na początku linia w całości była jednotorowa. W latach 1907–1912 dołożono drugi tor, a na dwóch środkowych kratownicach toru południowego podwieszono dodatkowe, łukowe kratownice.

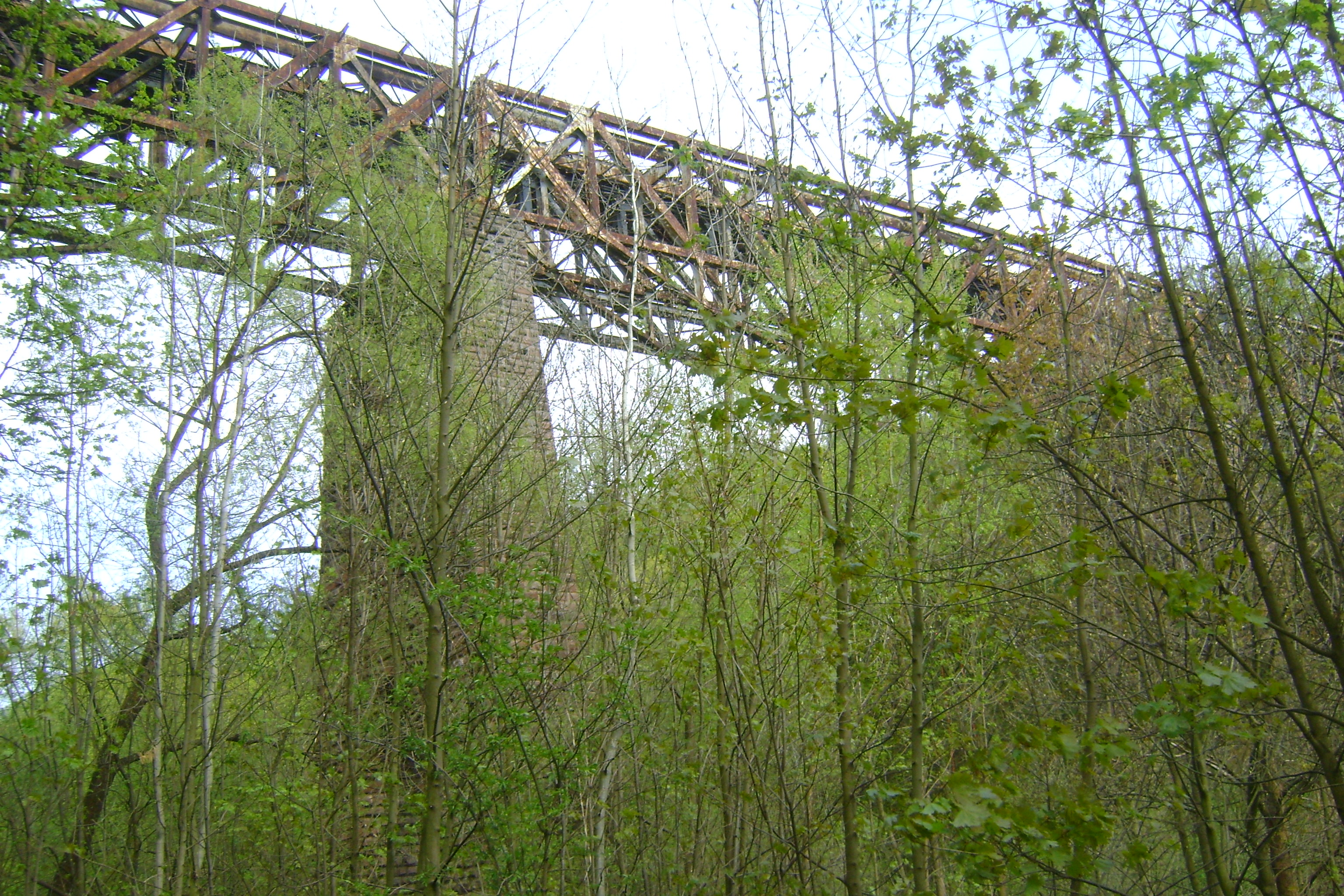
Widok wiaduktu od strony Zdrojowiska

## Stan obecny
Obecnie przejazd odbywa się północną konstrukcją wiaduktu. Z południowej konstrukcji w początkowych latach XX wieku zdemontowano tor. Wiadukt znajduje się w złym stanie technicznym.